# Mario Poggi
Mario Augusto Poggi Estremadoyro (Lima, 3 de marzo de 1943-Lima, 26 de febrero de 2016) fue un artista,  psicólogo, escultor y humorista peruano, que se hizo conocido por haber asesinado a un supuesto asesino serial, crimen por el que cumplió una pena de casi cinco años en cárcel.

## Biografía

### Niñez
Se sabe muy poco de los padres de Mario Poggi Estremadoyro.
Estudió en el colegio privado "San Julián", Barranco (de Lima), de donde egresó en 1960.

### Juventud
En 1958, con quince años de edad, trabajó como fonomímico con los payasos Carlos Castro Pat, Cayo Pinto y Rulli Rendo. Luego estudió psicología en la Universidad Ricardo Palma (Lima), donde recibió un primer título básico de Bachiller de Psicología.[cita requerida]
Viajó a Europa, donde recorrió España, Francia e Italia.
Estudió Criminología en la Universidad Católica de Lovaina en Bélgica.
En el Perú, escribió dos libros: Mi primer pajazo (1970) y Yo solo sé que soy un imbécil (1997).
Noticias periodísticas publicadas por el diario El Tiempo de Piura,[cita requerida] dan cuenta de que Mario Poggi trabajó en esta ciudad a mediados de los años setenta, en una dependencia local del SINAMOS ("Oficina Regional de Movilización Social II") creado por la dictadura militar de la época. Se casó con la periodista peruana Carmen Manrique Argüelles, de la cual más tarde se divorció. Del matrimonio se conocen dos hijos: Karla Estela, y Lorena.
A inicios de los años ochenta consiguió trabajo como psicólogo en la Policía de investigaciones del Perú (PIP). En esa época aprendió el arte de la ventriloquia, aunque vestía de manera llamativa y estrafalaria.

### Crimen Popular
A principios de 1986, una ola de paranoia inundaba Lima, la capital peruana pues en diversos basurales aparecían piernas y troncos de mujeres, así como cabezas desfiguradas. Los diarios sensacionalistas titulaban sus números «¡El Descuartizador de Lima!», un misterioso criminal al que se responsabilizaba de al menos siete asesinatos.
El jueves 6 de febrero de 1986, la policía finalmente atrapó a un sospechoso de ser el temido "descuartizador", Ángel Díaz Balbín (1955-1986), un hombre chinchano de 30 años.
En un momento del interrogatorio, Díaz Balbín alegó sentirse «paranoico». Entonces la policía mandó llamar al psicólogo Poggi para que verificara la patología invocada por el detenido.
Al día siguiente (viernes 7 de febrero), Poggi ―vestido como siempre de manera estrafalaria― ingresó al antiguo local de la revista Caretas (en el jirón Camaná, del centro de Lima) y pidió hablar con Jorge Negro Salazar, conocido periodista redactor de policiales. «Vengo de estar con el descuartizador de Lima. Soy Mario Poggi, soy psicólogo de la PIP, si quieren los llevo para que vean cómo hipnotizo al asesino y lo hago confesar sus espantosos crímenes».

Volviendo al tema policial, ¿cómo llega a tus manos el caso de Mario Poggi?

Yo era coordinador de la revista Caretas y tenía que ver a mucha gente que quería hablar con Enrique Zileri (el director): previamente tenían que hablar conmigo. En esas estaba cuando suena mi teléfono y la secretaria me dice: «Salazar, afuera hay un loco que dice que tiene información sobre el descuartizador Díaz Balbín. Me ha dado miedo, pero nadie le ha hecho caso y se ha ido». Ese era el caso de moda. Le pregunté cómo era y tuve una corazonada. Así que bajé corriendo a buscarlo y lo encontré. Me dijo que tenía un negocio. Efectivamente, era el psicólogo de la policía, y se había robado todas las investigaciones e interrogatorios de la policía.
Entrevista al periodista Jorge Salazar

Salazar llamó al fotógrafo de la revista ―Víctor Ch. Vargas― y en un taxi fueron los tres al viejo local de la División de Homicidios, en la avenida España. Los policías trataban a Poggi de «doctor». Ante su pedido, los policías llevaron esposado a la oficina a Díaz Balbín (casi esquelético y con la barba crecida).
Poggi empezó un extraño ritual, tocándole la cabeza al prisionero, que no emitía sonido alguno. «¡Eres el descuartizador! ―gritaba Poggi ahuecando la voz―, aquí en el cráneo puedo palpar tu inteligencia asesina».
El sábado 8 de febrero se publicó rutinariamente el artículo de Salazar con las fotos de Poggi «analizando» a Ángel Díaz Balbín.

Me aterraba la posibilidad de que saliera libre. La principal testigo se había asustado y decidió no acusarlo formalmente. Había el riesgo de que siguiera matando.
Mario Poggi, entrevista en el diario El Comercio (2011)

El día siguiente (domingo 9 de febrero de 1986), en el noticiero de televisión apareció Poggi llorando en la oficina de Homicidios y gritando: «¡Salvé a la humanidad! ¡Acabé con el monstruo!». Efectivamente, Poggi había pedido al oficial de turno que le trajera al prisionero con los brazos esposados a la espalda. Pidió entrevistar a solas al sospechoso. Según la versión de Poggi, cuando estuvo con el sospechoso y a sin testigo, se quitó las ropas y también desnudó al detenido. Intentó excitarlo, porque quería que le mostrara cómo violaba a sus víctimas antes de matarlas y descuartizarlas, pero Díaz Balbín no respondía a sus provocaciones. Después de una hora de entrevista Poggi acostó a Díaz Balbín boca abajo (inmovilizado como estaba, de pies y manos). Sacó la correa de cuero de sus pantalones con el detenido echado boca abajo y lo estranguló con ella. Luego se vistió y salió de la habitación en la que se había encerrado con Díaz Balbín. Comunicó a sus compañeros policías que lo había estrangulado porque Díaz Balbín, con su locura, pronto hubiera salido nuevamente a matar a las calles.

¿Poggi ya había matado a Balbín?

Sucedió que al «pata» [Poggi] le habíamos pagado la mitad, y quedamos en darle la otra mitad el sábado. Vino, recibió su cheque, y recién en la madrugada mató a Díaz Balbín.

¿Y [Poggi] está loco de verdad o se hace?

Decía que ese tipo merecía morir. Además, es un fascista, un loco, un enfermo. Es un tipo peligroso, lleno de prejuicios.
Entrevista al periodista Jorge Salazar

A pesar de la muerte de Ángel Díaz Balbín, los descuartizamientos no cesaron  y continuaron por varios meses. El juicio criminal contra Poggi, por el asesinato premeditado de un detenido en pleno cuartel policial, se transformó en una especie de chiste macabro, adornado con comentarios sarcásticos del acusado, quien se comportó como un showman ante jueces y fiscales. Cuando fue interrogado durante el juicio por asesinato contra Balbín, Poggi aseguró que él no lo había matado sino que había sido inculpado, y alegó que él ―con 45 años de edad― ya era «muy viejo para matar a ese chico». En 1987 Poggi fue condenado a 12 años de prisión por el homicidio, pero solo estuvo 4 años y 8 meses en el penal de San Jorge.

### Celebridad
En 1991 Poggi salió de la cárcel tras lograr una reducción de condena por buena conducta, pero decidió vivir alejado de la psicología. Se hizo llamar "Loco", y se tiñó el cabello de color verde, al punto que convirtió en una especie de celebridad freak. Durante la década de 1990 fue invitado a cuanto programa de televisión estuviera falto de índice de audiencia y ávido de una presentación «totalmente fuera de lo común».
En 1997 publicó su autobiografía, "Yo sólo sé que soy un imbécil", en una pésima edición con letra verde, errores ortográficos, tipográficos y de edición ―según la editorial, para respetar el mensaje original―. Consta de un capítulo inicial con citas delirantes, algunos pasajes de su vida ―donde mezcla personajes populares con personalidades de la cultura limeña―, y un capítulo final con sus dibujos y con las críticas de arte hechas a sus esculturas.

### «Mi crimen al desnudo» (2001)
En el año 2000, Poggi participó ―haciendo de sí mismo― en la filmación del largometraje Mi crimen al desnudo, de Leónidas Zegarra, que se estrenó en 2001. El proyecto comenzó en 1998, cuando un grupo de estudiantes de cine quiso llevar a la pantalla grande la historia del asesinato del criminal en serie Ángel Díaz Balbín en manos del psicólogo Mario Poggi. En condición de director, Zegarra fue invitado a participar del proyecto. El filme se financió mediante préstamos y los equipos se adquirieron en convenio con una productora. 
El presupuesto para el filme ―como en todas las películas de Zegarra― fue bajísimo (apenas 11.000 dólares estadounidenses) y por eso, según la versión de Zegarra, se llegó a un acuerdo con los actores (Mario Poggi, Américo Zúñiga, Yesabella, Rossi War, Víctor Ángeles y Wilmer Ato) para pagarles cuando la película se comercializara y se recuperara la inversión, además en la película participó la conocida cantante La Tigresa del Oriente, interpretando a Magaly Medina, quien más tarde se haría famosa por sus videoclips musicales en YouTube.
Mi crimen al desnudo se estrenó en dos salas limeñas dedicadas al Cine B (cine "Excélsior" y cine "Tacna"). No hubo dinero para pagar la campaña publicitaria y solamente se explotó la popularidad de las vedettes que participaron en la película (como Martha Yesabella Vásquez Chávez). También se hicieron canjes con diarios sensacionalistas de poca monta, que publicaban los anuncios a cambio de entradas al cine. La inversión no se recuperó en su totalidad y para salir de las deudas se lanzó un remake con el nombre, por demás sugerente, de Vedettes al desnudo. El argumento copia fielmente lo ocurrido en el caso criminal de Poggi aunque para aumentar la audiencia del público las víçtimas del "psicótico" Ángel Díaz Balbín son siempre prostitutas.

### Últimos años
En 2006, Poggi intentó sin éxito armar un partido político llamado "Partido La Reconchatumadre" (Partido LaRe) para postular a la presidencia del Perú (Ver póster), mientras su popularidad decaía, en tanto los productores televisivos se hartaban de su histrionismo repetitivo y cansino. Cuando finalmente los mass media se aburrieron de explotar la desgastada imagen de Poggi, éste terminó trabajando como vendedor ambulante, cantando, hablando y vendiendo sus libros en el parque Kennedy, del distrito de Miraflores (Lima).
En mayo de 2007 armó un revuelo nacional al sacar a la luz a un supuesto hijo del periodista Jaime Bayly. Tal noticia resultó ser un fiasco pues se trataba de un sujeto con bastante parecido físico a Bayly, que utilizó la fama freak de Poggi para hacerse de una efímera publicidad. En sus últimos años Poggi militó en el Partido Nacionalista Peruano, más por afán de notoriedad que por convicciones políticas.

### Hijos
Mario Poggi tuvo dos hijos con su primera esposa, Julia Carmen Manrique:
Karla Estela.

### Fallecimiento
Según relató su hermano, en la noche del jueves 25 de febrero de 2016, Mario Poggi sufrió un infarto cardíaco.
Fue trasladado al hospital de urgencias "Casimiro Ulloa" (en el distrito de Miraflores, Lima),
donde falleció de otro infarto en el mediodía del viernes 26 de febrero de 2016 ―cinco días antes de cumplir los 73 años―. Sus restos fueron velados en la iglesia Virgen de Fátima, en Miraflores.

## Obras
- 1970: Mi primer pajazo.
- 1975: Yo solo sé que soy un imbécil (autobiográfico). Lima (Perú): El Siglo, 1997.
- Años 1990: El decálogo de la correa vengadora, texto que se refiere al cinturón con que mató a Balbín.